# Horns tegelbruk
Horns tegelbruk är ett tegelbruk i Horns socken i Skövde kommun. Byggnaderna är byggnadsminne sedan den 24 oktober 1996. Horns tegelbruk är ett av Sveriges bäst bevarade tegelbruk. Bruket hör till de första industrialiserade tegelbruken i Sverige och representerar en tradition av småskalig tegeltillverkning, som tidigare var mycket vanlig i länet, liksom i landet som helhet. Industrimiljön med byggnader, ugnar, maskiner och annan utrustning är till stor del intakt och visar tegelproduktionens utveckling under 1900-talet.
Som källa till kunskap om tegeltillverkning besitter Horns tegelbruk ett högt teknik- och industrihistoriskt värde. Den goda tekniska statusen innebär stora möjligheter att åskådliggöra produktionsprocessen, bland annat genom fortsatt tillverkning i liten skala. Detta gör även Horns tegelbruk till ett i hög grad levande kulturminne med ett betydande pedagogiskt värde.

## Historia
Horns tegelbruk ligger i anslutning till gården Axtorp i Horns by på Vadsboslätten. Anläggningen består av ett antal byggnader som inrymmer tegelbrukets olika funktioner med tillhörande utrustning. Råmaterialet för tegeltillverkning, det vill säga lera av mycket hög kvalitet, finns i täkter i närheten. Tegeltillverkning i Horn startade i liten skala i mitten av 1800-talet. Horns tegelbruk hörde tidigare ihop med gården Axtorp och kallas i de tidigaste källorna Axtorps tegelbruk. I början kan det ha varit handslaget murtegel som tillverkades och teglet brändes då i så kallade fältugnar, som det finns spår av på markerna. I början av 1900-talet uppfördes den första mer permanenta tegelugnen. Tillverkningen var från början inriktad på mur- och taktegel men från 1919 gjorde man även dräneringsrör, vilket kom att bli den dominerande produkten från 1950-talet. Tegeltillverkningen upphörde först i mitten av 1970-talet.
I Skaraborgs länskalender nämns inte tegeltillverkning på Axtorp 1869, vilket ger antaganden om att tegeltillverkningen kanske bara var för den egna gårdens behov. Däremot så benämns, i Skaraborgs länskalender, i början av 1900-talet Axtorp, som en gård med tegelbruk och mejeri. En av flamugnarnas nybyggnadsår sägs vara 1905 och produktionen ökade kraftigt från detta år och fram till 1919 av de två produkterna som tillverkades, mur- och taktegel. Från 1919 tillverkades också rör och rördelar samt klinttegel i liten skala, men tyngdpunkten låg fortfarande på mur- och takteglet.
År 1934 avstyckades tegelbruket från gården Axtorp och såldes. Ägaren inriktade produktionen på taktegel och på rör och rördelar. I slutet av 1930-talet, eller i början av 1940-talet, började man bygga en ringugn, men det var ett bygge som aldrig fullföljdes. I slutet av 1940-talet köpte ägaren till gården Axtorp tegelbruket, men Horns tegelbruk var fristående.
En son till ägaren tog över bruket 1956 och byggde upp en mindre sågverksrörelse, som fortfarande finns kvar, som ett komplement till den säsongsbundna tegelverkningen. På 1950-talet styrdes produktionen över till dräneringsrör.
Dräneringsrör producerades i stort antal efter andra världskriget men på 1970-talet började de tegelbaserade dräneringsrören att ersättas av dräneringsrör i plast, vilket gjorde att verksamheten sjönk och de goda tiderna var över för bruket. Produktionen vid bruket låg därefter nästan nere i två decennier. Under 1990-talets senare del renoverades tegelbruket och produktionen kom åter igång.
I ett studentarbete, "Horns Tegelbruk: en bruksanvisning", framkommer det att eftersom litet arkivmaterial finns är det svårt att säkerställa produktionsprocessen med mera från brukets start fram till 1950-talet då nuvarande ägare övertog tegelbruket. Likaså är uppförandeår för de olika byggnaderna osäkra utan är daterade utefter arkitektur och byggnadshistorisk klassificering.

## Beskrivning
Söder om Horns kyrkby, på västra sidan om vägen snett mittemot Axtorps gård, ligger ett av landets bäst bevarade äldre tegelbruk. Ytterst få anläggningar av detta slag är bevarade i så komplett skick som tegelbruket vid Axtorp. Tillverkningsprocessen kan alltjämt följas, från lertaget med grävmaskin nordväst om tegelbruket till de karakteristiska flam- och ringugnsbyggnaderna med sina höga skorstenar.
Anläggningen ligger omkring 1,6 km norr om Skövde i Horn och ett jordbrukslandskap med åkrar och ängar går ända intill anläggningen som består av ett flertal byggnader, bland annat tillverkningsbyggnad, torklada, flam- och ringugnsbyggnader, lerbana med mera. De röda byggnaderna i trä och tegel och framför allt skorstenarna är ett landmärke i kanten av byn Horns södra ände.
Närmast vägen, till höger om infarten till tegelbruket ligger en damm som utgör en äldre lertäkt. När man kommer in på grusplanen framför industribyggnaderna (samtliga faluröda trähus med undantag för tegelugnarna och kontorsbyggnaden) har man på vänster hand en byggnad med nederdel av tegel och överbyggnad av trä samt en hög skorsten. Den inrymmer två flamugnar för bränning av tegel, vilka fortfarande är i bruk. Till höger om denna står en liknande byggnad, men detta är en så kallad ringugn. Denna är på baksidan mot nordväst ihopbyggd med ett skärmtak som fungerar som uppställningsplats för vagnar etc. samt bakom detta en trästuga som tjänat både som smedja och dagsverksstuga.
Till höger om dessa byggnader står en lång rad sammanbyggda hus orienterade i nordvästlig riktning. Huset närmast vägen är en tegelbyggnad inrymmande kontor, bakom denna en produktionshall för råtegeltillverkning som byggts intill den långa torkladan nordväst om produktionshallen. Ladan är näst efter flamugnen anläggningens äldsta byggnad och har på senare tid byggts på med ett traktorgarage i nordvästra änden. Nordost om garaget står en träbyggnad inrymmande ett cirkelsågverk. Mellan byggnaderna löper en decauvíllebana för transport av lera från lertäkterna nordväst om tegelbruket, banan fortsätter längs med torkladans baksida och går via en ramp in i produktionshallen. Loket står i ett litet lokstall mellan traktorgarage och sågverksbyggnad.
Ett stycke ned längs decauvillebanan löper denna intill kanten av en äldre lertäkt som nu blivit en vattenspegel omgiven av träd och buskar med ett rikt fågelliv. Vid kanten av lertäkten intill banan står en paternostergrävare under ett skyddstak, grävarens skopor fyllde vagnar med lera för transport till tegelbruket. Några vagnar står på rälsen intill grävaren. Dagens lertäkt ligger ytterligare ett stycke nordväst om tegelbruket.

### Ringugnen
Ringugnen, uppförd 1940 av tegel, är U-formad (ej "hel" ringugn) och kan indelas i flera "kammare" vilket medger en kontinuerlig bränningsprocess. Varje kammare har en öppning i yttermuren för i- och urlastning av råtegel respektive bränt tegel. Överbyggnaden har en trästomme av stolpverk klädd med en stående faluröd panel med springor mellan brädorna. Den har mot öster en utkragande del stöttad av trästolpar som står på betongplintar på marken. Mot väster ansluter ett lägre skärmtak direkt mot ugnen. Skorstenen har ett kvadratiskt tvärsnitt och är placerad vid ugnens nordvästra kortsida.
Ringugnen består invändigt av ett tunnvalv i tegel, i plan format som ett U. Ugnens olika "kammare" avdelas inte av väggar utan består egentligen av olika partier av ugnen där bränningen av tegel nått olika faser. Genom att man kan elda i olika delar av ugnen separat får man en uppdelning där vissa delar innehåller råtegel som förvärms av röken, vilken strömmar från ett annat parti som eldas. I detta parti bränns teglet, när partiet av ugnen som eldas flyttas till de förvärmda partierna svalnar det brända teglet och kan sedan lastas ut genom öppningen i yttermuren, som sedan kan fyllas på nytt med råtegel i en kontinuerlig bränningsprocess. Öppningarna sätts igen med tegel och tätas med sand efter ilastningen av råtegel. Överbyggnaden utgör ett klimatskydd för ugnens ovansida som är täckt med jord/sand. Här har man skött bränningen genom att kasta ned ved genom parallella rader av runda öppningar, cirka 2 dm i diameter och skodda med järnrör, som är förslutna av järnlock i form av koppar med rund ovansida. Ett trägolv av korta plankbitar finns delvis bevarat. Här står en hel del saker med anknytning till verksamheten, bland annat en form för murning av tunnvalv, samt hundratals träbrickor för torkning av råtegel.

### Dagsverksstugan/smedjan
Dagsverksstugan/smedjan, uppförd i början av 1900-talet, är en liten faluröd trästuga med vita spröjsade tvåluftsfönster. Sadeltaket är täckt med handslagna tegelpannor tillverkade på Horns tegelbruk, de har tidigare legat på en annan byggnad i trakten.
Huset har bara ett stort rum, tidigare inrett som smedja med en eldstad med ässja. Väggarna är vitkalkade, golvet är täckt med tegelsten och tegelplattor. Byggnaden fungerar som utställningslokal för tegelprodukter och keramik. En äldre maskin för formning av taktegel står också utställd.

### Kontoret
Kontoret är en låg tegelbyggnad byggd omkring mitten av 1960-talet. I den sydöstra delen av byggnaden finns kontor och personallokaler, den nordvästra delen inrymmer en verkstad. Verkstadsdelen har på framsidan en faluröd träfasad och en sidhängd port. Övriga fasader är av tegel. Gaveln mot nordost har en rad av sex vita enluftsfönster. Sydöstra långsidan har två enluftsfönster och ett tvåluftsfönster. Samtliga fönster har kopplade bågar med en ruta per fönsterbåge. Taket har mycket liten lutning och är täckt med trapetskorrugerad plåt.

### Produktionshallen
I produktionshallen, uppförd i början av 1940-talet, tillverkas både strängpressat och handslaget råtegel. Produktionshallen är en påbyggnad i torkladans sydöstra ände mellan denna och administrationsbyggnaden, hallens sydöstra vägg utgörs av administrationsbyggnadens yttervägg. Framsidan är i liv med torkladans fasad och utgörs till största delen av en skjutport. Baksidans fasad har en skjutport samt tre stora spröjsade fönster med fyra rutor på höjden och fem till sex rutor på bredden. På baksidan skjuter byggnaden ut ett par meter utanför torkladans fasadliv, här går decauvillebanans ramp in i produktionshallens övre del vars takfot är cirka två meter högre än torkladans (nocken är dock lika hög).
I produktionshallens bakre övre del finns en ältkvarn för bearbetning av leran som transporteras från lertäkten med tåg på decauvillebanan. Under denna står en strängpress med tillhörande anordning för kapning av den utpressade tegelsträngen. Här finns också arbetsbänkar för handslagning av tegel. Arbetsplatsen har god belysning från de stora fönstren i baksidans yttervägg. En mängd träformar för handslaget tegel står på hyllor. Här finns också ytterligare en strängpress och flera olika munstycken till pressarna.

### Flamugnar
Två flamugnar av tegel med överbyggnad av trä. Den äldsta norra ugnen har en öppning mot öster och är förstärkt med granitblock i yttermurens långsidor. Den södra nyare ugnen från 1930-talet har en öppning mot söder. Överbyggnaden har en stomme av stolpverk klädd med en stående faluröd panel med springor mellan brädorna. Den har en utkragande del stöttad av trästolpar som står på betongplintar på marken. Skorstenen byggdes 1935 av tegel och har ett kvadratiskt tvärsnitt, den är placerad mitt på södra långsidan och betjänar bägge ugnarna.
Den nyare södra ugnen består invändigt av ett tunnvalv i tegel med murade rök- och luftkanaler mellan valvets mur och yttermuren. Valvet är orienterat i nord–sydlig riktning. Den äldre ugnen har en likadan uppbyggnad men är orienterad i öst–västlig riktning och dess ovansida syns som en välvning av tegelgolvet i överbyggnaden. Överbyggnaden utgör ett klimatskydd för ugnens ovansida som är täckt med ett tegelgolv, i mitten dekorerad av en stjärna i tegel. Här sköter man bränningen genom att kasta ned ved genom tre parallella rader av runda öppningar (avser den nyare ugnen), cirka 2 dm i diameter och skodda med järnrör som kan stängas med järnlock.